# Quintus Claudius Quadrigarius
Quintus Claudius Quadrigarius war ein römischer Geschichtsschreiber des 1. Jahrhunderts v. Chr.

## Leben
Nach einer literaturhistorischen Bemerkung des Velleius Paterculus lebte Claudius Quadrigarius ebenso wie seine Berufsgenossen Valerius Antias und Lucius Cornelius Sisenna zur Zeit des römischen Feldherrn Sulla, also in der ersten Hälfte des ersten Jahrhunderts v. Chr. In Übereinstimmung mit dieser Angabe des Velleius reichen die erhaltenen Fragmente seines wie die meisten altrömischen Annalen verlorengegangenen Werks bis zu Ereignissen aus der Zeit des römischen Bürgerkriegs Sullas (spätestes Fragment: 82 v. Chr.). Aus seinem Cognomen Quadrigarius schließt man, dass er nicht zum patrizischen Zweig der Claudier gehörte. Ansonsten ist von seinem Leben nichts bekannt.

## Werk
Der Titel des Werks des Claudius Quadrigarius schwankt in den antiken Zitaten, ähnlich wie bei Valerius Antias, zwischen annales und historiae. Es umfasste mindestens 23 Bücher, begann aber nicht wie die meisten anderen Annalen mit der sagenhaften römischen Frühgeschichte, sondern erst mit der Eroberung Roms durch die Gallier (um 390 v. Chr.). Wahrscheinlich glaubte Claudius Quadrigarius, die ältere Zeit nicht erzählen zu können, da die Gallier damals alle Dokumente vernichtet hätten. Der geschichtliche Stoff war in Claudius’ Werk so verteilt, dass im 1. Buch u. a. die Samnitenkriege (bis 304 v. Chr.), im 3. Buch die Kämpfe gegen Pyrrhus dargestellt wurden und im 5. Buch die Niederlage der Römer bei Cannae gegen Hannibal (216 v. Chr.) erwähnt war. Im 13. Buch kam die Rückkehr des Quintus Caecilius Metellus Numidicus (99 v. Chr.), im 19. Buch der Sieg Sullas über Archelaos (86 v. Chr.) vor. Wie bei ähnlichen Geschichtswerken stellte der Autor die selbst erlebte Zeitgeschichte also wesentlich breiter dar als die länger zurückliegende Zeit.
Claudius Quadrigarius, der wahrscheinlich aus der Sicht der Optimaten schrieb, folgte im Wesentlichen dem annalistischen Schema, schmückte aber die vor allem in der älteren römischen Geschichte dürftigen Jahresberichte unter dem Einfluss hellenistischer Geschichtsschreibung durch erfundene Reden und Briefe, Heldentaten, Angaben zur Geschichte und Anlage von Städten usw. aus. So stellte er in einem durch Aulus Gellius im Wortlaut erhaltenen Abschnitt des 1. Buchs seiner Annalen den Zweikampf des Titus Manlius Imperiosus Torquatus mit einem riesigen Gallier ausführlich dar; im Übrigen gleicht sein Bericht in den wesentlichen Punkten dem des Titus Livius und wird durch denselben Autor auf 367 v. Chr. datiert, während Livius diese Episode unter dem Jahr 361 v. Chr. erzählt. Auch ein stilistischer Vergleich zwischen Livius und Claudius Quadrigarius ist durch dieses längere wörtliche Zitat möglich. Die Beschreibung von Schlachten sind bei Claudius wesentlich fiktiver als zum Beispiel die teilweise auf Autopsie beruhenden, realitätsnäheren Darstellungen des Polybios. Ebenfalls um den Stoff für den Leser interessanter zu gestalten, schreckte er nicht vor manchen Übertreibungen, besonders den hohen Verlustzahlen der römischen Gegner, zurück. Insgesamt war er damit nicht immer glaubhaft. Er schrieb in einfachen und klaren Sätzen unter Verwendung zahlreicher archaischer Wörter.
In seiner Aufzählung bedeutender Annalisten behandelt Marcus Tullius Cicero Claudius Quadrigarius (als Clodius) nur kurz. Livius benutzte ihn aber ausgiebig ab seinem 6. Buch, nennt ihn aber in zehn expliziten Zitaten (zu denen noch einige bei dem auf Livius beruhenden Orosius treten) nur Claudius ohne Cognomen. Für die erhaltenen Bücher 31–45 des Livius kann man konstatieren, dass er Claudius neben Valerius Antias vor allem für Ereignisse in Italien als Hauptquelle verwendete. Aber es ist kaum möglich, Entlehnungen aus Claudius von solchen aus Valerius Antias zu unterscheiden, da Livius nicht den Wortlaut seiner Originalautoren wiedergibt, sondern sie bearbeitete und vor allem ihren Stil für seine Zeit dem Publikumsgeschmack anpasste. Nicht nachweisbar ist, dass Dionysios von Halikarnassos Claudius Quadrigarius verwendete, der aber im 2. Jahrhundert n. Chr. wegen seiner Archaismen wiederentdeckt wurde. Besonders Gellius schrieb längere wörtliche Fragmente aus ihm aus, Fronto lobte seinen Stil und die Grammatiker verzeichneten seine seltenen altertümlichen Wörter.
Unklar ist die Identität des Claudius Quadrigarius mit einem von Livius zweimal genannten Claudius, der die griechisch geschriebenen Annalen des Acilius ins Lateinische übersetzte oder bearbeitete, weiters mit einem von Plutarch erwähnten Clodius, der eine Schrift élenchos chrónon verfasste, und mit einem von Appian als Autor eines Werks chronikai syntaxeis genannten Paulus Claudius.

## Ausgaben
- Hans Beck, Uwe Walter (Hrsg.): Die frühen römischen Historiker. Bd. 2. Von Coelius Antipater bis Pomponius Atticus. Wiss. Buchges., Darmstadt 2004, ISBN 3-534-14758-8, S. 109–167.
- Hermann Peter: Historicorum Romanorum Reliquiae (HRR). Bd. I², S. 205–237.